# وارندیل (پنسیلوانیا)
وارندیل (به انگلیسی: Warrendale) یک منطقهٔ مسکونی در ایالات متحده آمریکا است که در شهرستان الگینی، پنسیلوانیا واقع شده‌است. وارندیل ۳۲۴٫۹۲ متر بالاتر از سطح دریا واقع شده‌است.